# Anolis hobartsmithi
Anolis hobartsmithi (аноліс Хобарта Сміта) — вид ігуаноподібних ящірок родини анолісових (Dactyloidae). Ендемік Мексики. Вид названий на честь американського герпетолога Хобарта М'юїра Сміта (1912–2013).

## Поширення і екологія
Аноліси Хобарта Сміта мешкають в у високогір'ях північно-західного Чіапаса. Вони живуть в гірських соснових лісах і хмарних лісах, на висоті від 1525 до 2000 м над рівнем моря.

## Збереження
МСОП класифікує цей вид як такий, що перебуває під загрозою зникнення. Anolis hobartsmithi загрожує знищення природного середовища.